# نامستوو
نامستوو (به مجاری: Námesztó) یک شهرک در اسلواکی با جمعیت ۸٬۰۹۴ نفر است که در Námestovo District واقع شده‌است.

## نگارخانه

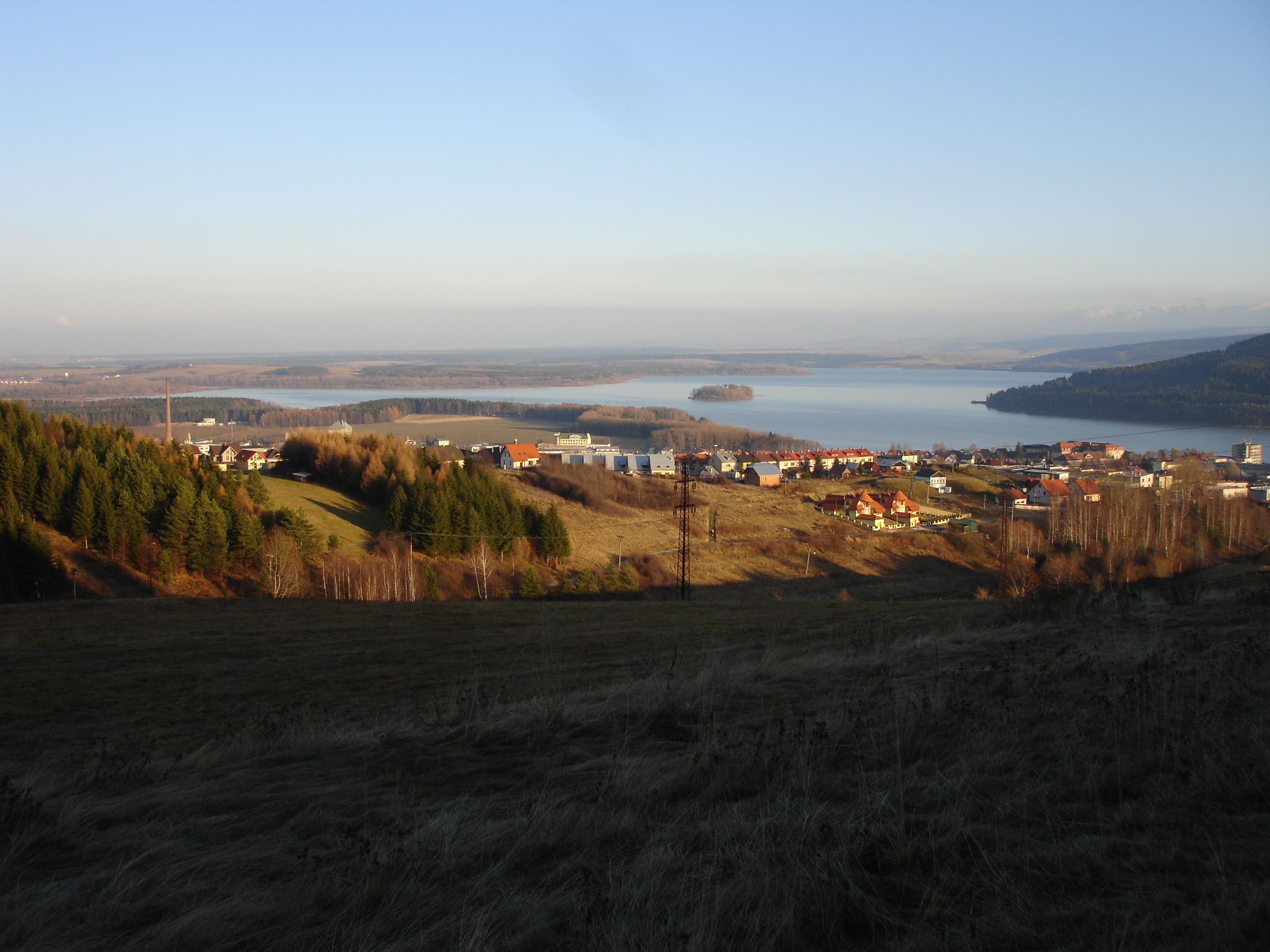